# Tourisme en Albanie
Le tourisme en Albanie est un élément central de l'économie du pays et ne cesse de se développer. Elle se caractérise par son riche patrimoine archéologique et culturel remontant à la période classique lorsque les Illyriens et les Grecs habitaient la région. Au fil de l'histoire, le territoire albanais a été occupé et peuplé successivement par les Romains, les Byzantins, les Vénitiens et les Ottomans. Le pays se caractérise notamment par des plages préservées, des paysages montagneux, une cuisine traditionnelle, un patrimoine architectural, des traditions uniques, des prix faibles et l'atmosphère naturel de son arrière-pays.
L'Albanie se situe dans le sud-est de l’Europe, bordant le Monténégro au nord-ouest, le Kosovo au nord-est, la Macédoine du Nord à l’est et la Grèce au sud. La mer Méditerranée (avec la mer Adriatique et la mer Ionienne) constitue toute la frontière ouest du pays. La longueur du littoral du pays est d'environ 481 km composé de plages de sable et de galets, de baies, de grottes, de falaises, de caps et de lagons. Le pays présente également une forte diversité de paysages allant des Alpes albanaises enneigées aux monts Šar, en passant par les monts Skanderbeg et Korab, le Pinde, les monts Cérauniens et les côtes de l'Adriatique et de la mer Ionienne.
Le pays jouit d'un climat typiquement méditerranéen. Sur l'ensemble du territoire, il existe une large gamme de microclimats en raison des différents types de sols et de la topographie. Les zones les plus chaudes du pays se situent sur les côtes où le climat est profondément marqué par la présence de la mer, tandis que les zones les plus froides se trouvent dans les arrière-pays du nord et de l'est, où prédomine un climat de forêts enneigées.
Avec un total de 3,8 millions de visiteurs, l'Albanie est le 25e pays le plus visité en Europe. Le guide de voyage Lonely Planet a classé l'Albanie comme la première destination à visiter en 2011. En 2013, un article du Huffington Post a présenté 10 raisons de visiter l'Albanie. Puis, en 2014, le quotidien du New York Times Texte en italiquea classé l'Albanie au 4e rang des 52 destinations à visiter. Bien qu’encore sous-développée, l’Albanie est sur le point de faire ses débuts sur la scène mondiale. Durant les années 2010, l'Albanie a reçu le slogan officiel « Go Your Own Way » (« Suivez votre propre chemin »). Auparavant, il avait pour slogan « Un nouvel amour méditerranéen ». Selon l'Institut albanais des statistiques, environ 4,73 millions de citoyens étrangers ont visité l'Albanie en 2016. Le tourisme étranger dans le pays est en plein essor depuis 2019.
Un certain nombre de chaînes hôtelières internationales de renom se sont installées en Albanie, notamment Mariott, Hyatt, Maritim Plaza, Hilton Garden Inn, MK Hotels et Best Western à Tirana, ainsi que Melia Hotels International à Durres, tandis que d'autres attendent le feu vert pour s'installer, principalement à Tirana, dans les Alpes albanaises et le long de la Riviera albanaise,.

## Agrotourisme
L'agrotourisme est une forme de tourisme rural qui combine agriculture et tourisme. Celui-ci se développe de manière exponentielle en Albanie. Le gouvernement albanais a ainsi identifié cette forme de tourisme comme une importante opportunité de tourisme durable et a donné la priorité à son développement en tant que concept de diversification économique rurale dans le cadre du programme de développement rural 100+ villages,.

## Régions

### Albanie du Nord

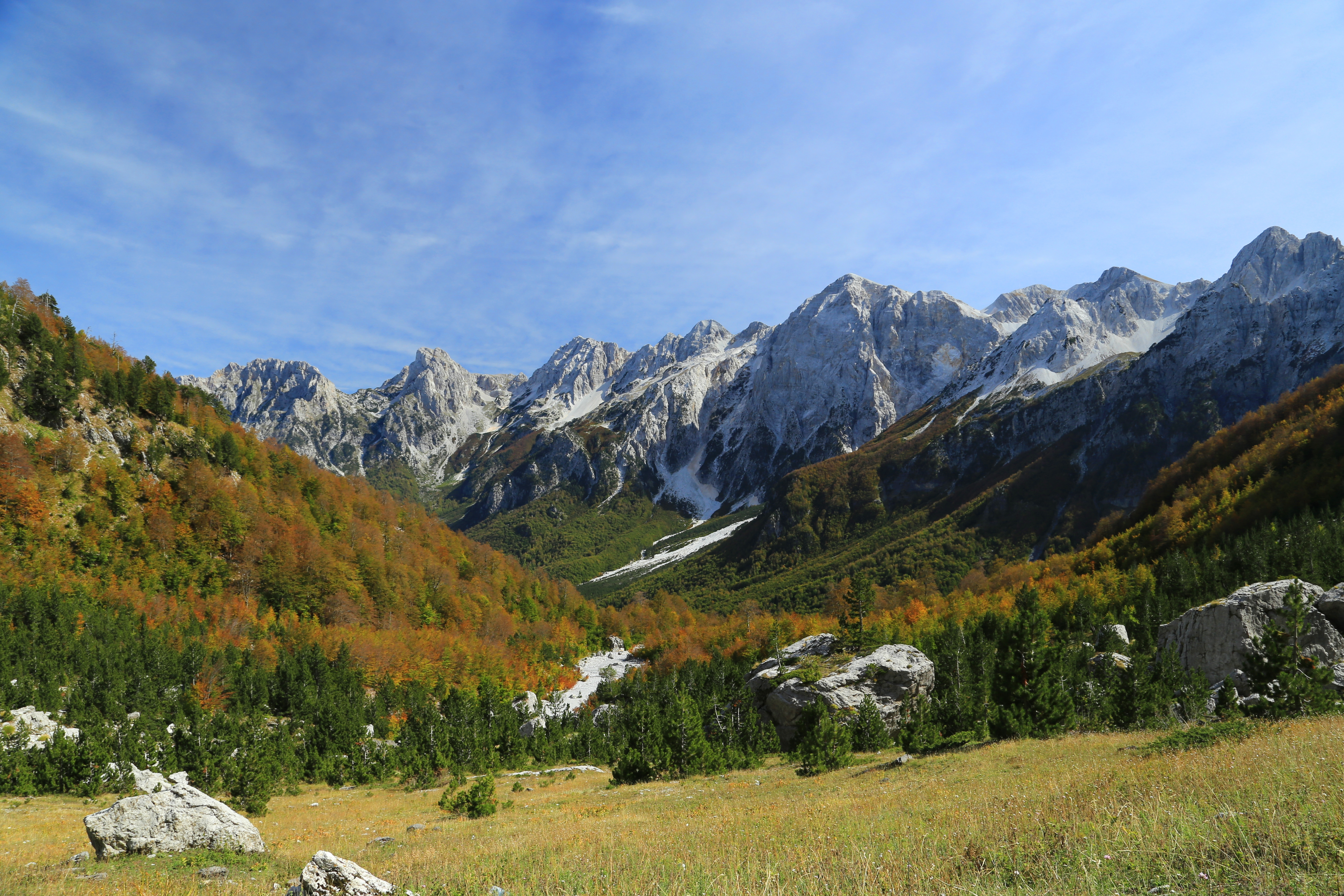
Vue panoramique d'automne du parc national de la vallée de Valbonë

La région nord du pays est particulièrement connue pour son patrimoine naturel et culturel, ses paysages montagneux alpins et ses hauts plateaux, ses lacs glaciaires, sa riche faune et flore, ses plages de sable curatives et ses régions historiques aux traditions anciennes. Son sous-sol est constitué de roches karstiques, principalement de dolomie et de calcaire, avec des lacs et des grottes associés, ce qui a donné une caractéristique unique à ses lacs et rivières.
Les Alpes albanaises comptent parmi les éléments les plus remarquables et uniques de la région du nord de l'Albanie. Son paysage montagneux aux nombreux contrastes, traversé par de vallées fluviales, de gorges et de cols de montagne à la riche biodiversité, attire les touristes nationaux et étrangers.
La rivière Gashi et Rajcë sont toutes deux classées au patrimoine mondial de l'UNESCO et constituent une réserve naturelle. Ils offrent une image diversifiée des paysages naturels avec le moins d’impact humain. La rivière prend sa source et traverse les Alpes albanaises au nord jusqu'à atteindre la rivière Valbona.

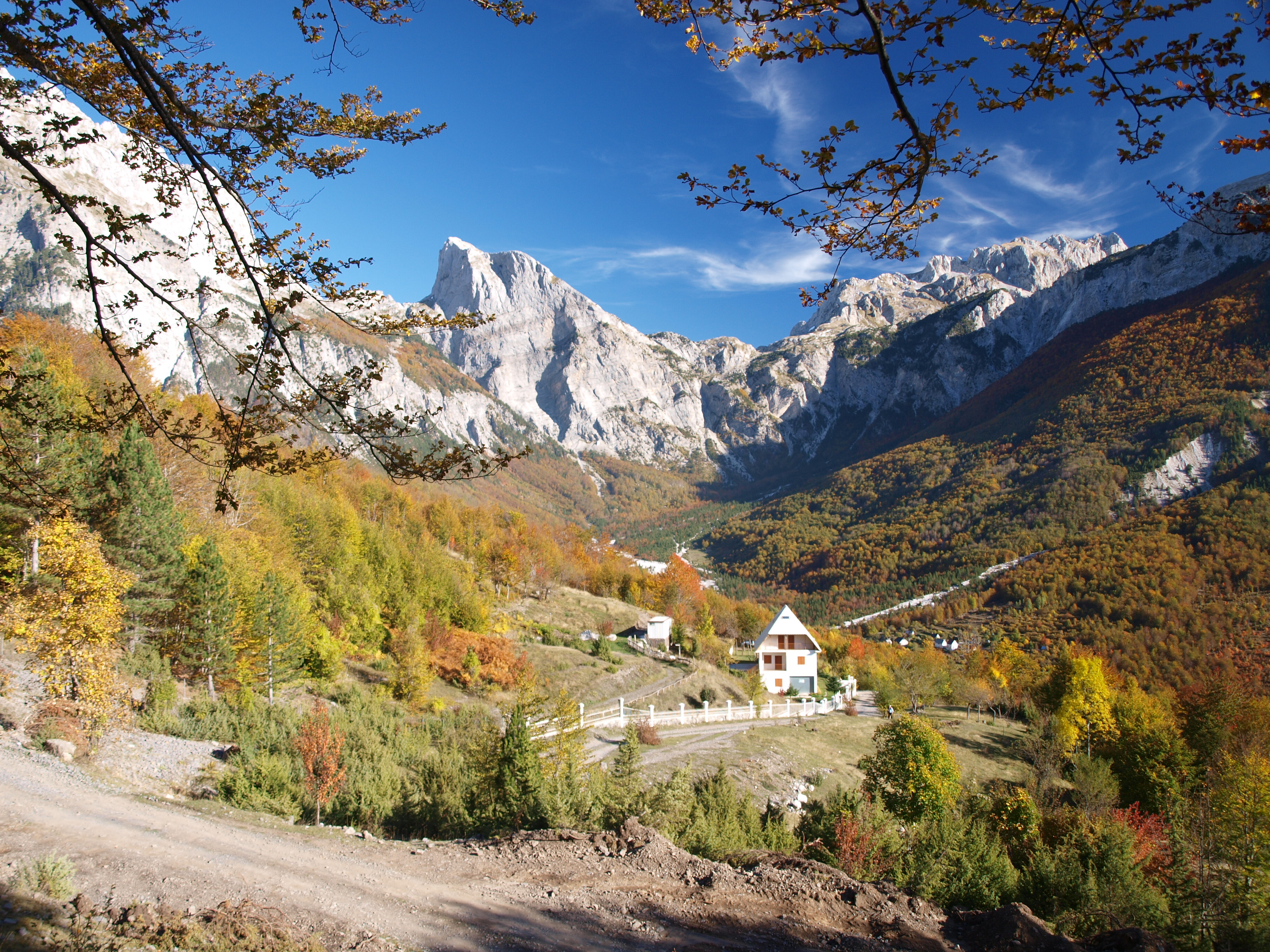
Paysage dans le parc national de Theth.

Le parc national de la vallée de Valbona et le parc national de Thethi se situent tous deux dans les Alpes albanaises et permettent la pratique du tourisme, de la pêche, de l'alpinisme et de la randonnée. Le Col Valbona, à 1 795 mètres d'altitude, sépare ces deux parcs nationaux.

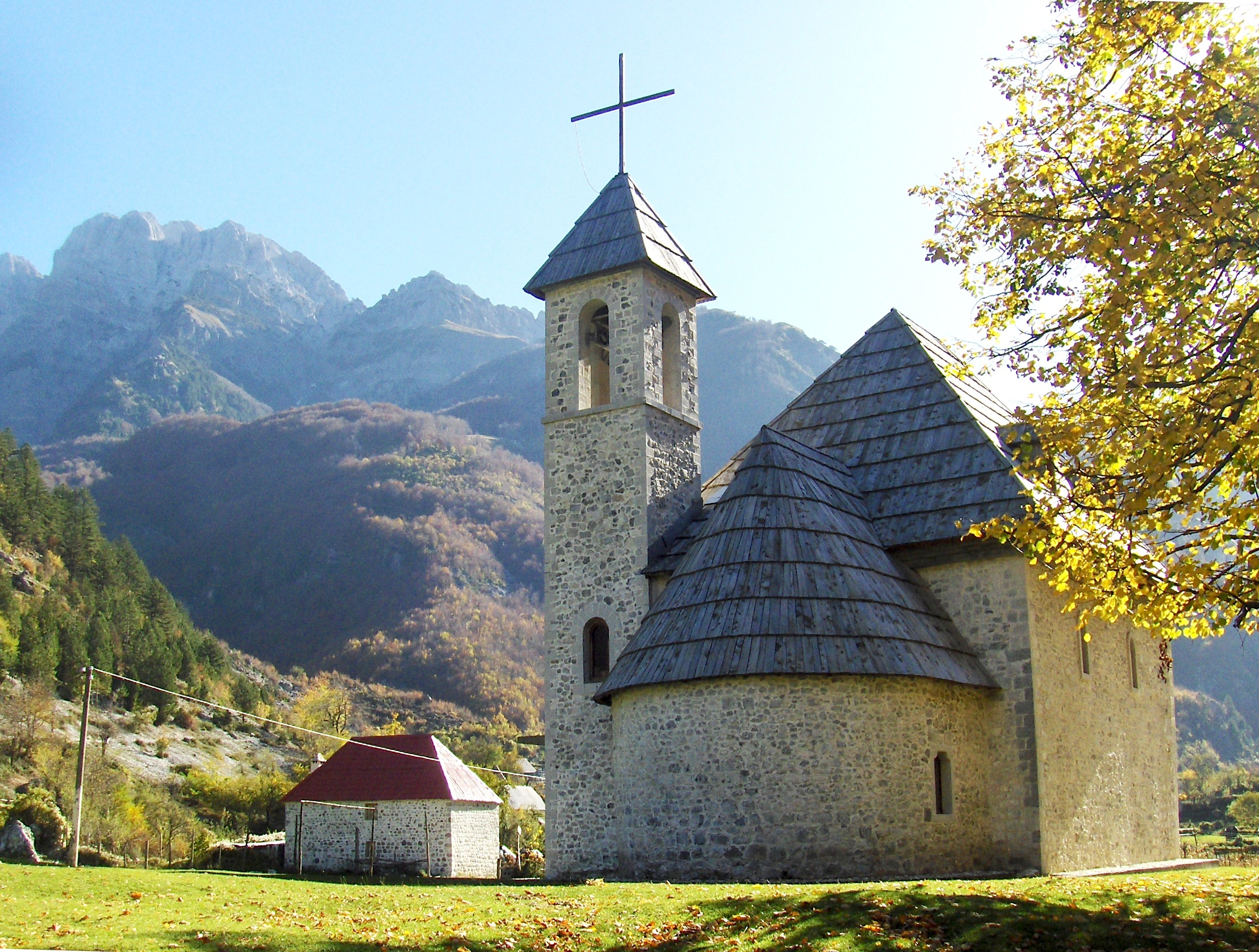
Architecture typique de Theth.

Le village de Theth est entouré par de nombreux sommets de plus de 2 000 mètres d'altitude, tels que le Maja e Radohimës à l'ouest, l'Arapi et le Poplluka au nord et le Jezerca à l'est. Il est bien connu pour ses églises catholiques romaines uniques, ses traditions populaires mais aussi son patrimoine naturel.
Le parc régional naturel de Nikaj-Mërtur est une région aux paysages alpins, avec de profondes vallées fluviales, des falaises, des forêts denses et des petits lacs. Il se trouve dans les hauteurs de Dukagjin et borde le parc national de la vallée de Valbona au nord-est et le parc national de Thethi au nord et au nord-est.
Le lac de Koman, dans les Alpes albanaises, est considéré comme l'une des traversées en ferry les plus populaires du sud de l'Europe[réf. nécessaire].

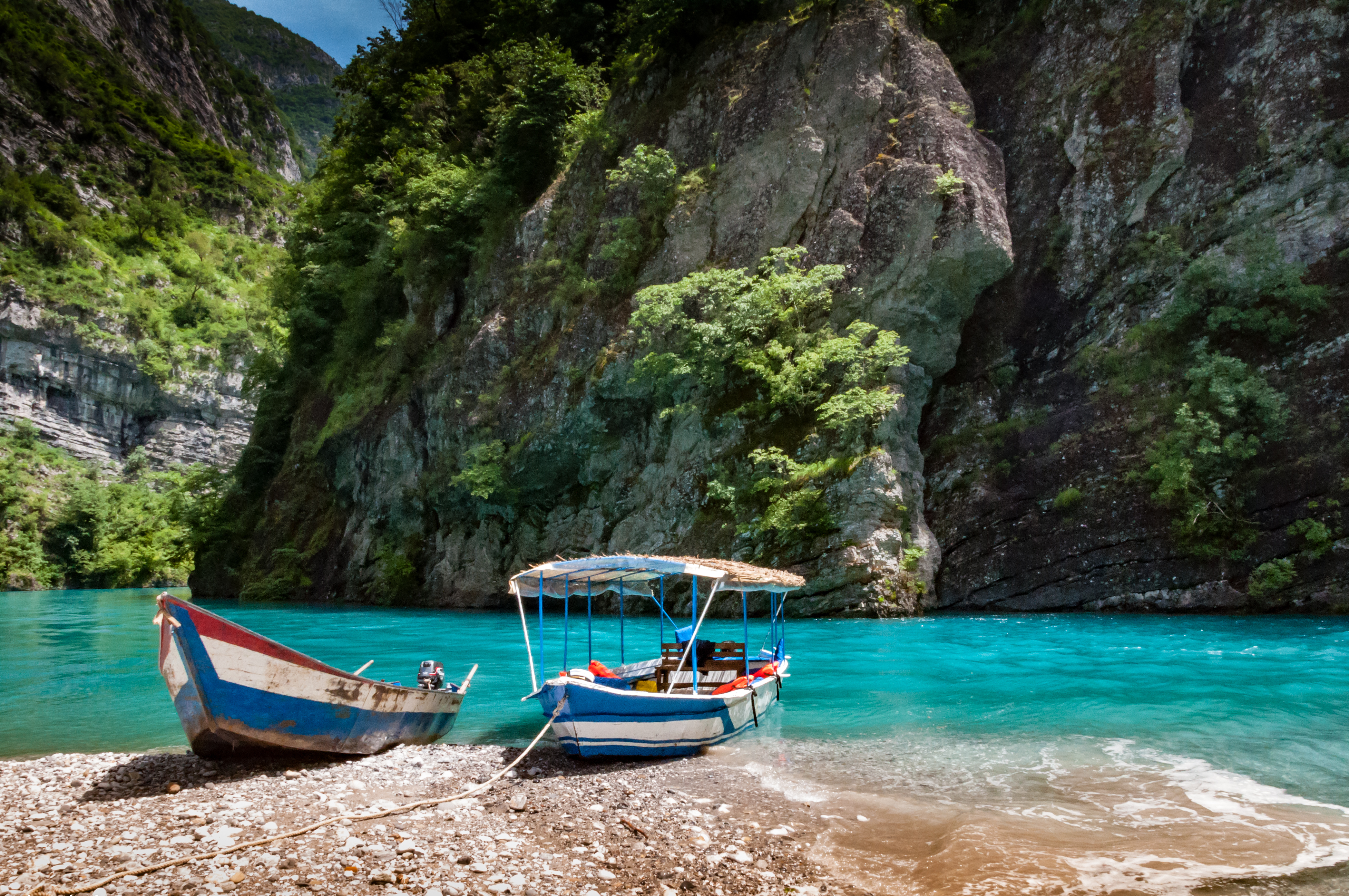
Le lac de Koman est souvent comparé aux fjords scandinaves.

Scutari été fondée au IVe siècle av. J.-C. par les tribus illyriennes des Ardiéens et des Labéates. De nos jours, elle exerce de fortes influences sur la culture, la religion, les arts et les divertissements du nord de l'Albanie. La ville conserve son aspect singulier avec des rues étroites avec de hauts murs de pierre des deux côtés et de hautes portes. Le château de Rozafa, à l'est de la ville, est l'un des éléments architecturaux les plus importants de la région.

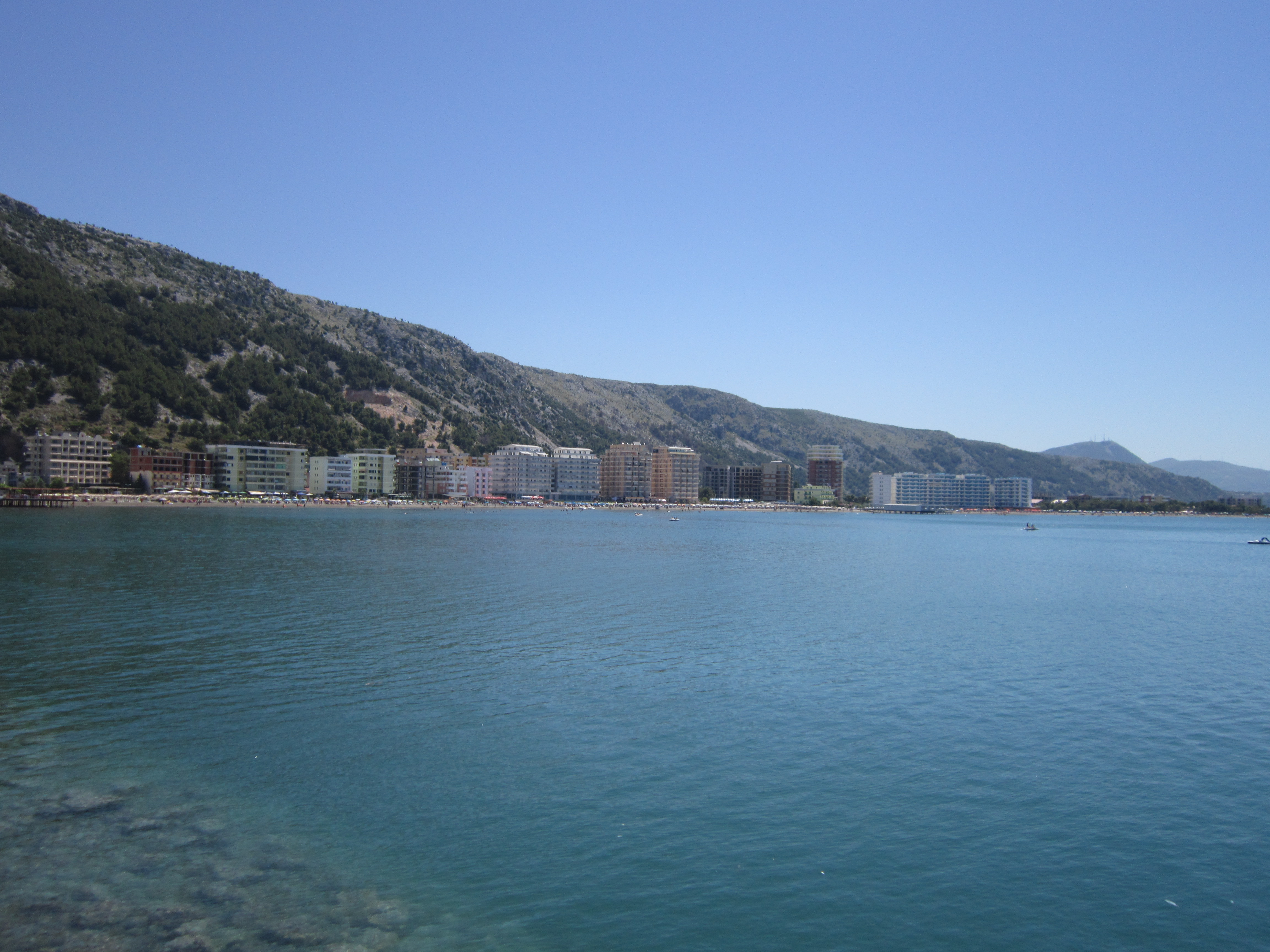
Front de mer de Shëngjin. Le festival international de musique électronique UNUM est organisé chaque été sur la dune côtière de Rana e Hedhun.

Le lac de Shkodra, le plus grand lac du sud de l'Europe, est une destination prisée en raison de sa richesse naturelle et de sa facilité d'accès depuis la terre et la mer. Les attractions touristiques comprennent la voile, la pêche et d'autres sports nautiques.
Les zones agrotouristiques émergentes comprennent :
- la ville de Pukë
- le lac panoramique d'Ulëz
- les villages voisins de Vau i Dejës, Barbullush et Fishte, à Zadrima, près de la ville de Lezhë
- Katund i Vjeter dans la région de Mirditë près de Rubik
- Shishtavec, près de Kukës
- la zone alpine de Nikaj-Mertur dans la région de Lekbibaj, près de Bajram Curri

D'autres zones émergentes comprennent les villages de pêcheurs de Shiroka, Zogaj et Grile ou Omaraj le long du lac de Shkodra.
Les principales villes balnéaires du nord de l'Albanie comprennent Shëngjin et Velipojë, la première étant une ville portuaire importante et la seconde connue pour son sable de plage curatif. Très populaire pendant les mois d'été, Shëngjin est de plus en plus connue dans le monde pour l'organisation du festival de musique électronique UNUM. Velipojë est connue pour sa zone protégée où regorgent les pins et les espèces animales.

### Albanie centrale

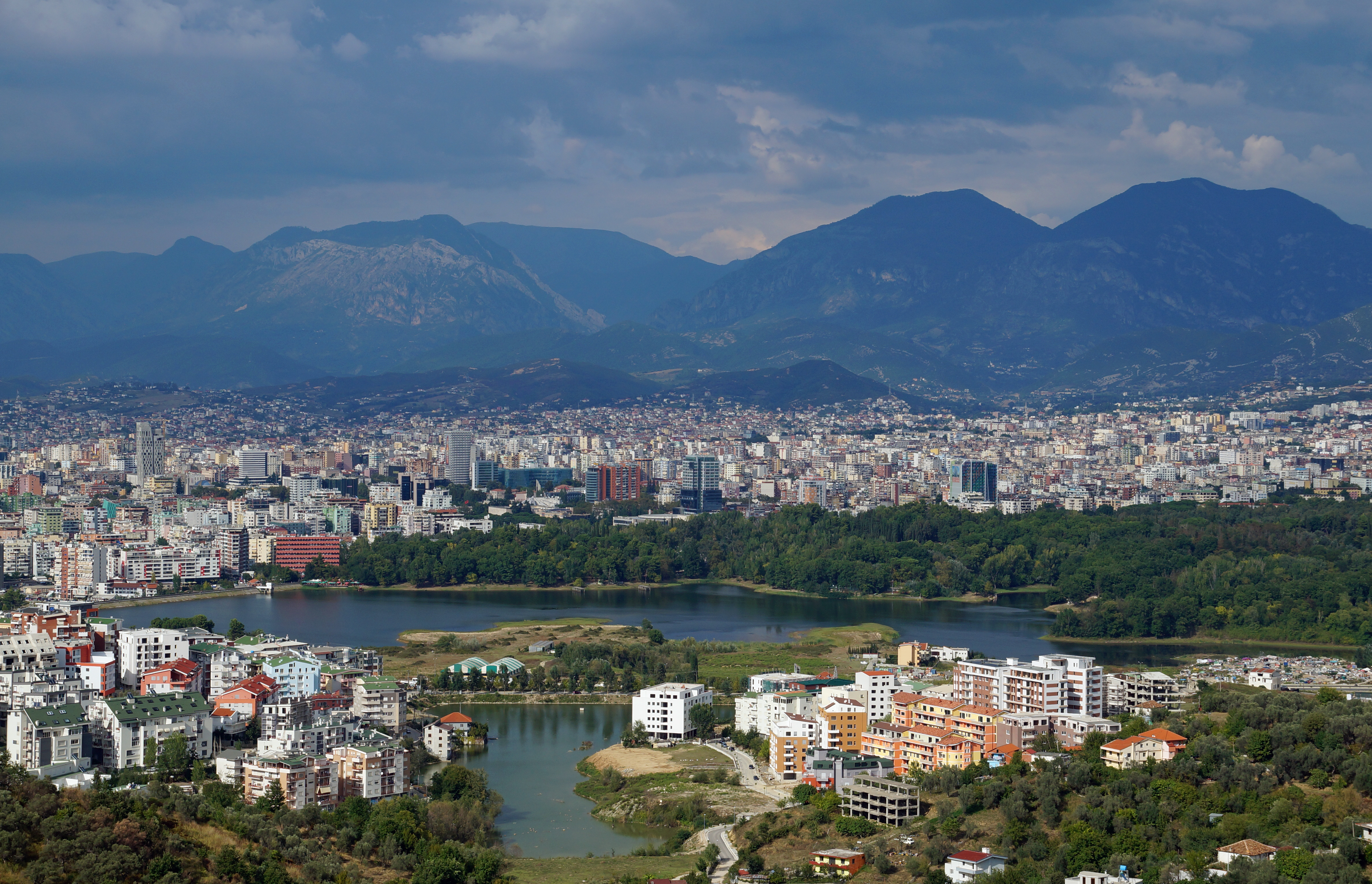
Vue sur la ville de Tirana avec le mont Dajti au loin

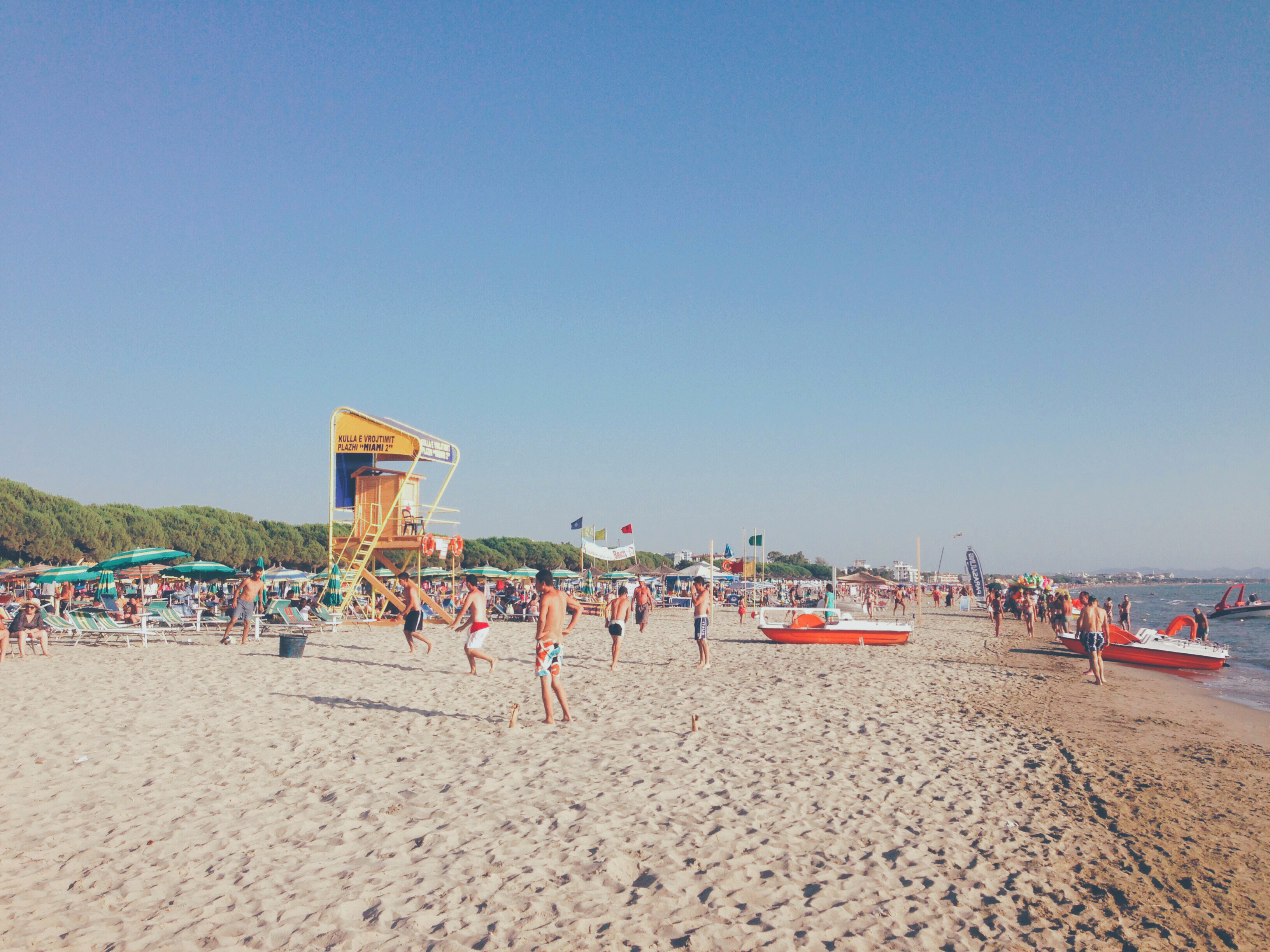
La plage de Golem, au sud de Durrës, est une retraite estivale populaire.

Le centre de l'Albanie présente des sites archéologiques, des châteaux, des grottes, de longues étendues de plages de sable curatives et des lagunes permettant l'observation des oiseaux. La région englobe notamment les préfectures de Durrës, de Tirana, de Fier et d'Elbasan. En termes géographiques, elle est surtout constituée par la plaine de Myzeqe à l'ouest, les monts Skanderbeg au centre et les monts Korab à l'est.
Tirana, la capitale du pays, officiellement surnommée « La ville au-delà des croyances » par les autorités locales, est connue pour son patrimoine culturel, sa diversité religieuse, ses bâtiments colorés, son architecture italienne et communiste et ses agréments naturels telles que le mont Dajti et ses parcs autour de lacs artificiels. Tirana est également largement connue pour ses restaurants proposant des plats dans un cadre de mode de vie slow food et pour ses zones d'agrotourisme traditionnelles dans les banlieues sud et est de la ville, respectivement vers Durres, Elbasan et Dajti,. La ville organise de nombreux festivals, compétitions sportives, concerts et accueille plusieurs centres commerciaux de renommée régionale.

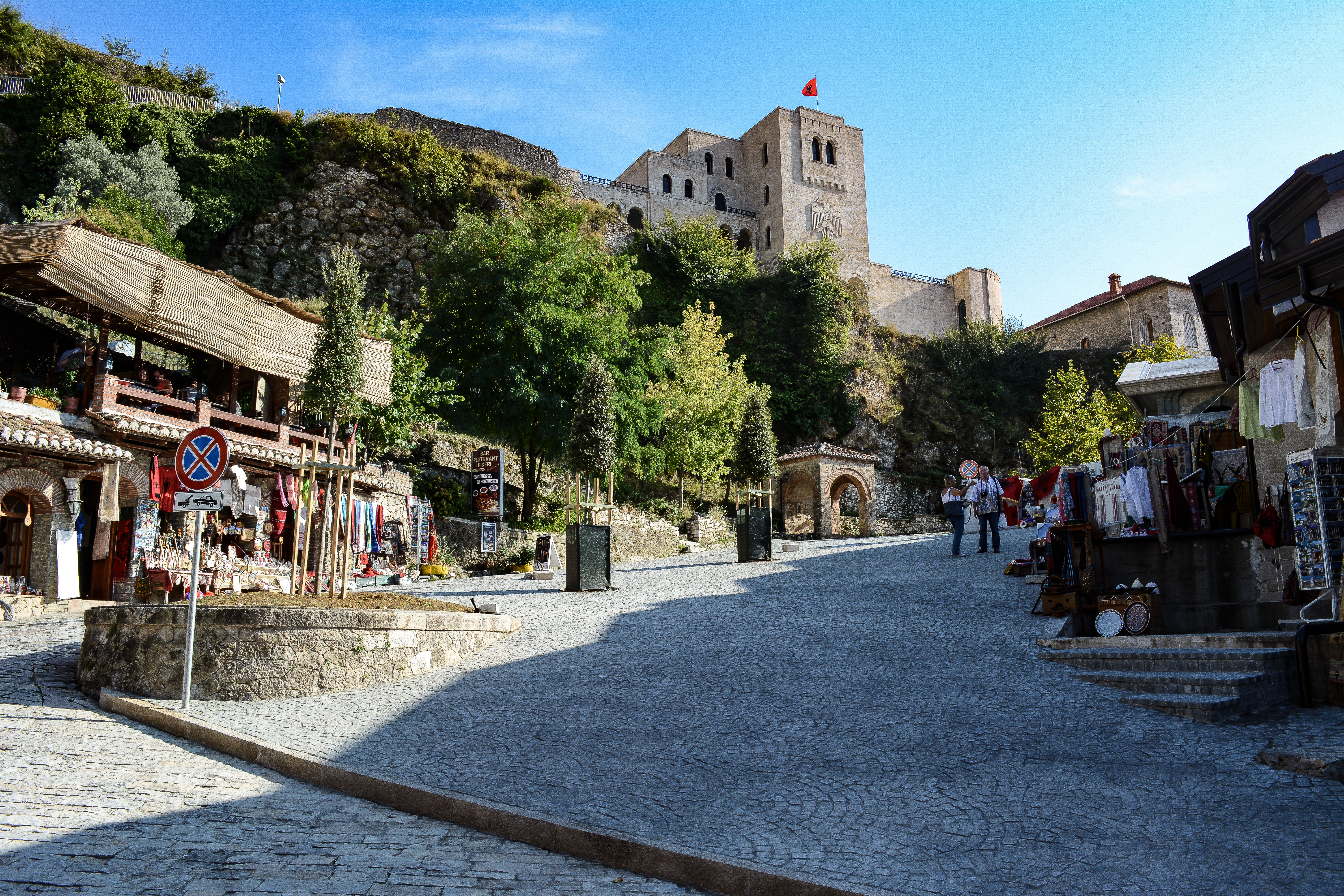
Centre-ville de la ville médiévale de Krujë

Le parc national du mont Dajti englobe entièrement le mont Dajti, qui est considéré comme le hausberg de Tirana. Il est accessible toute l'année et peut être atteint à pied ou en téléphérique. L'ascension de la montagne offre aux visiteurs une vue sur la capitale et sur les montagnes situées derrière la ville, qui font partie du parc naturel Mali me Gropa-Bizë-Martanesh (en). Le mont Dajti est surnommé le balcon de Tirana en raison de sa vue panoramique.
Krujë, capitale de la principauté d'Arbëria au Moyen Âge, est appelée par les habitants le balcon de l'Adriatique en raison de la vue qu'elle offre de jour comme de nuit. Du fait de l'histoire ancienne de la ville, plusieurs sites archéologiques y sont encore visibles.

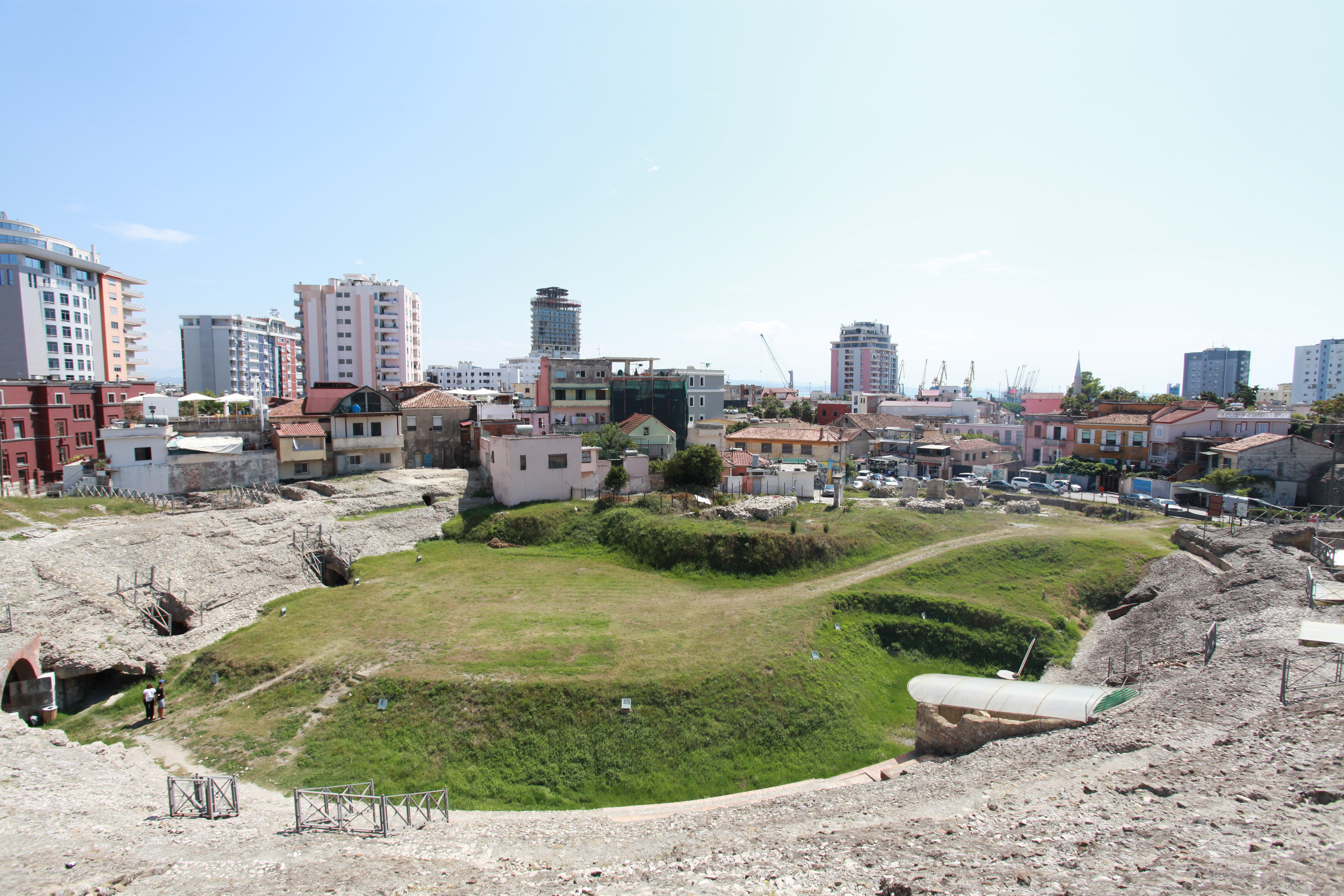
Panorama de Durrës et son amphithéâtre

Durrës est l'une des plus anciennes villes du monde et abrite l'amphithéâtre de Durrës, l'un des plus grands des Balkans. De nombreux éléments aux styles architecturaux différents, de l'Antiquité à nos jours, sont présents dans toute la ville. Le littoral présente des plages, des baies et des caps. La pêche et la voile y sont pratiquées.
Le parc national de la lagune de Karavasta comprend la lagune éponyme, la plus grande lagune du pays et l'une des plus grandes de la mer Adriatique. La lagune est séparée de la mer par une étroite bande de sable. Son climat méditerranéen et sa géologie permettent la présence d'une grande variété d'animaux et de plantes, qui deviennent rapidement rares dans le sud de l'Europe.

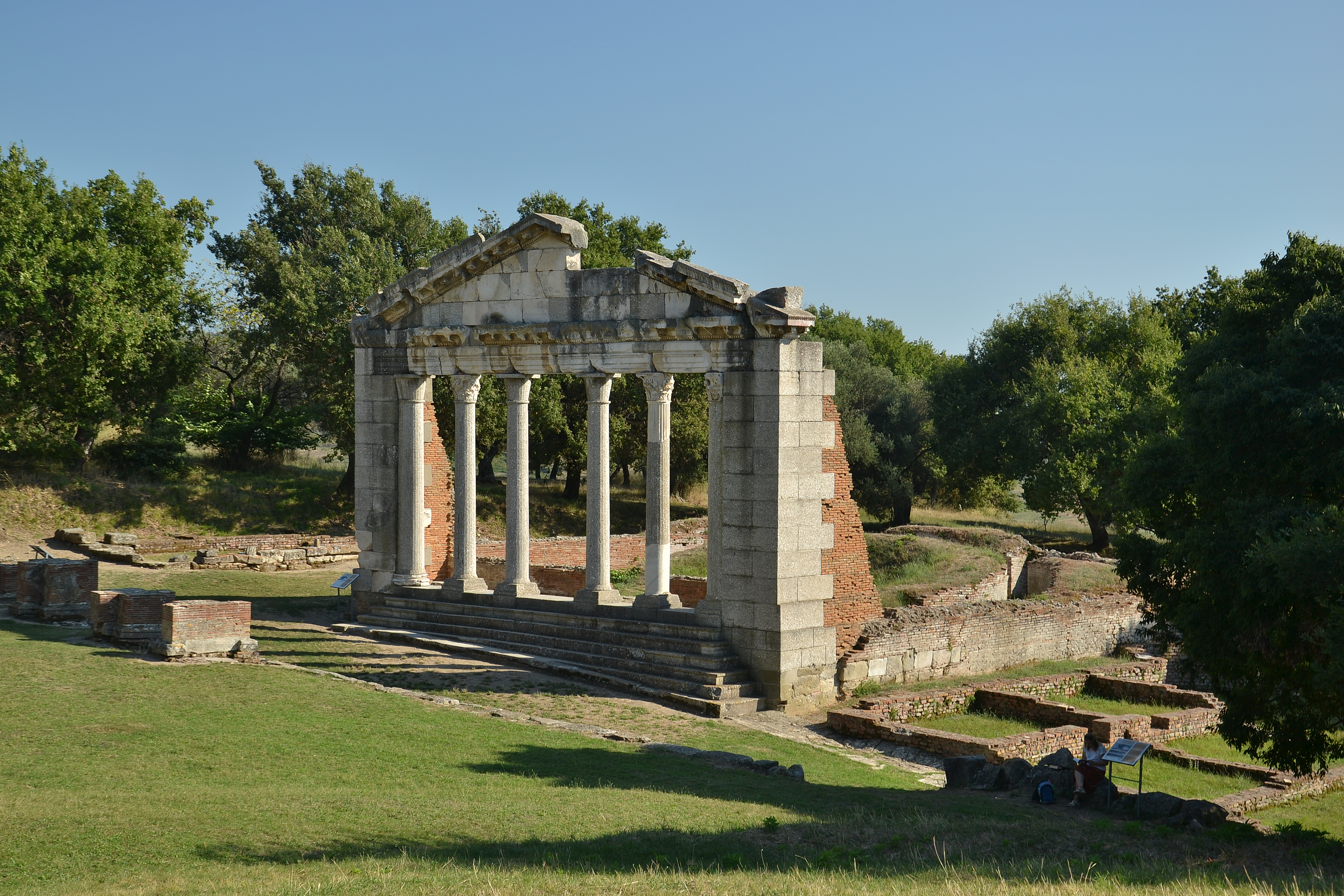
Monument des Agonothètes à Apollonia

Apollonia, qui était habité à la fois par les Taulantiens et les Corinthiens durant l'Antiquité, est l'un des sites archéologiques les plus populaires du pays. Il s'agit de l'un des sites architecturaux et culturels les mieux préservés de la côte albanaise de la mer Adriatique. Si les vestiges de ce site ont bien été étudiés par des archéologues à partir de 1916, une grande partie d'entre eux n'a toujours pas été fouillée à ce jour.

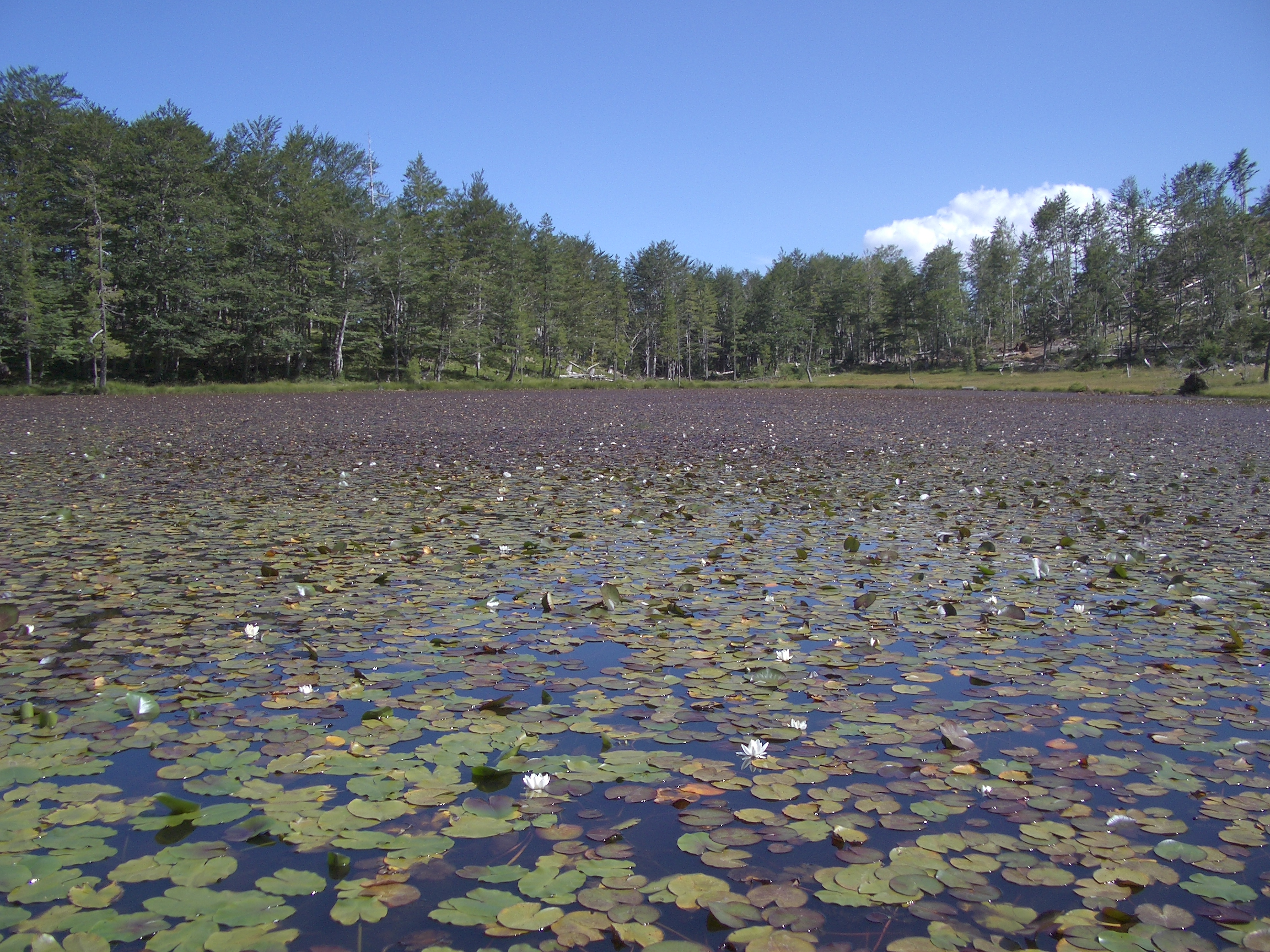
Le lac Liqeni i Luleve dans le parc national Lurë

Le parc national Lurë est connu pour ses douze lacs glaciaires, qui se sont formés pendant la période glaciaire de Würm. Il offre des paysages saisissants avec des crevasses ravinées et un paysage montagneux sans aucune intervention humaine, très rare dans le sud de l'Europe.

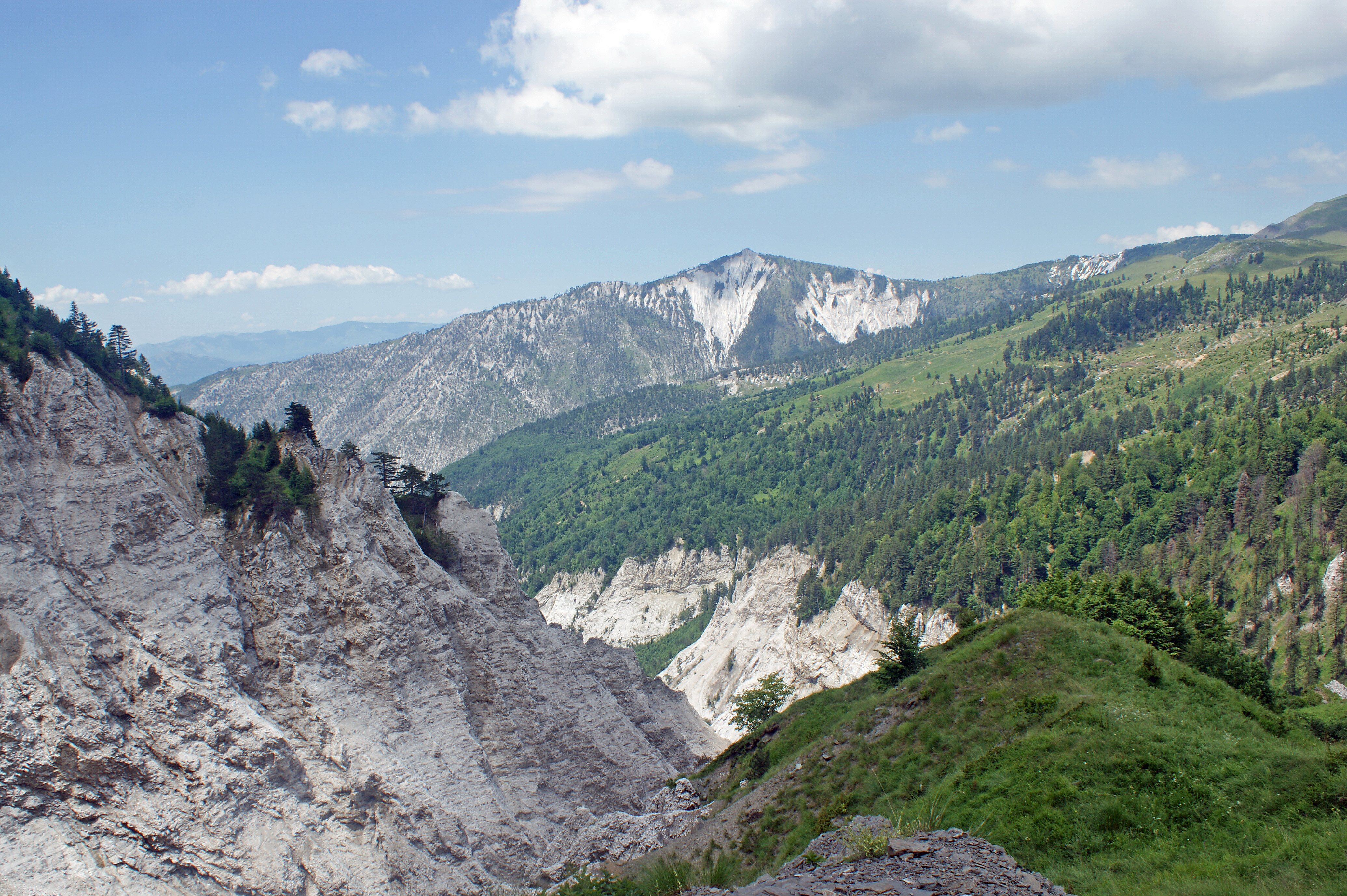
Mali et Bardhë dans le parc naturel de Korab-Koritnik

Le parc national du col de Shtamë est principalement composé de forêts denses, abondées de pins et de chênes. Récemment[Quand ?], ce parc est devenu un haut lieu pour la randonnée[réf. souhaitée].
Le parc national Bredhi Drenoves revêt une importance particulière dans les échanges transfrontaliers de la faune et de la flore, et représente un habitat clé et un bio-corridor pour un large éventail d’animaux et de plantes. Les touristes ont souvent été attirés par les formations rocheuses présentes dans le parc[réf. souhaitée].
Le parc national Shebenik-Jabllanice, créé en 2008, est l'un des parcs nationaux les plus récents du pays. Il est particulièrement connu pour abriter un certain nombre d'espèces qui deviennent de plus en plus rares dans les Balkans, et pour abriter également plusieurs lacs glaciaires dans les montagnes de Shebenik et Jabllanica.
Le parc naturel Korab-Koritnik comprend la plus haute montagne du pays, le mont Korab, partagé avec la Macédoine. Bien qu'en termes de géologie, le parc soit fortement composée de karst, de calcaire et de hautes montagnes, il présente des caractéristiques topographies variées, telles que des vallées, des rivières, des lacs glaciaires, des grottes et des canyons.
Outre les plages, la région centrale regorge de lagunes et d'autres écosystèmes naturels permettant l'étude et l'observation des oiseaux tels que la lagune de Patoku, la lagune de Kunë-Vain et la lagune de Narta.

### Albanie du Sud

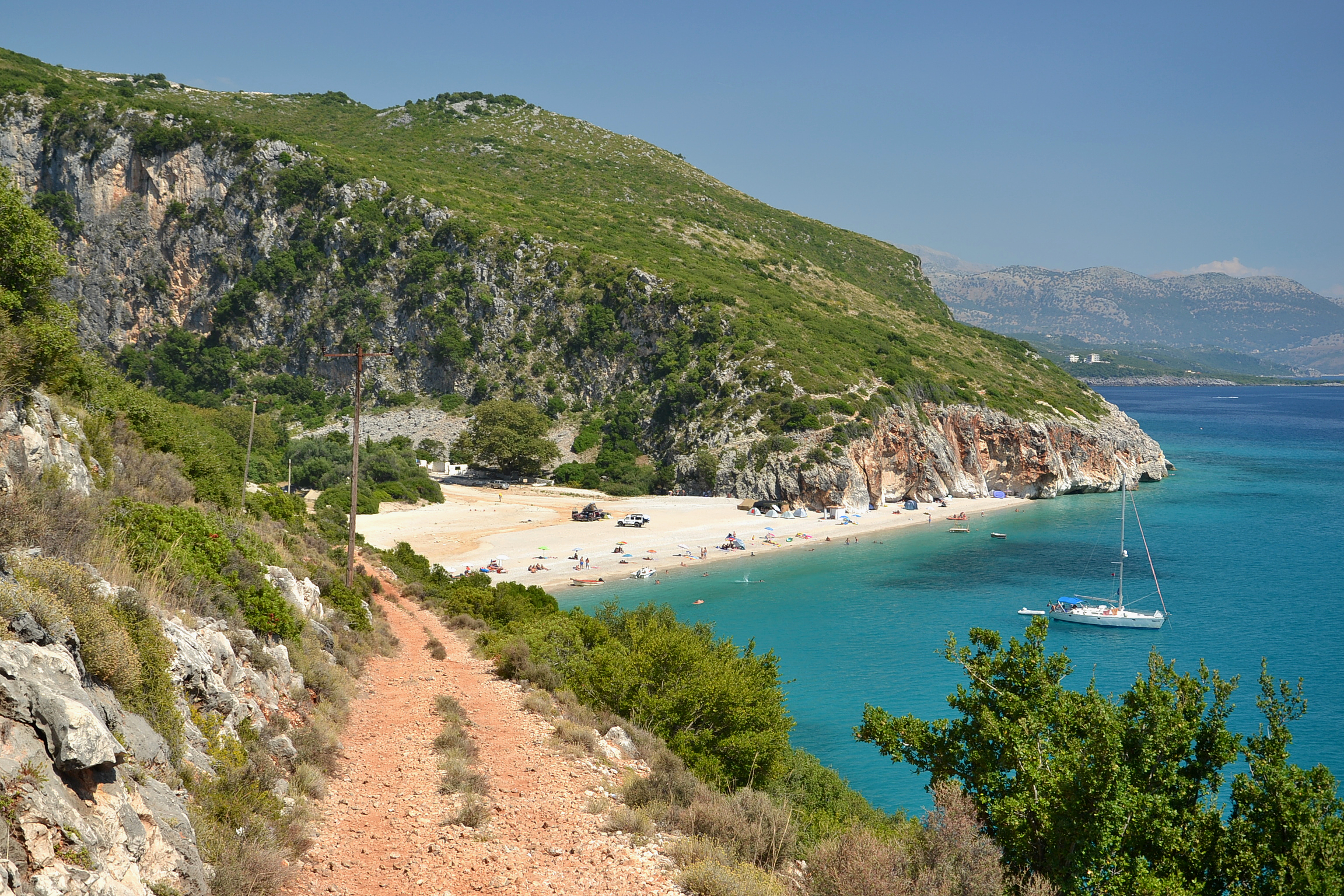
Le canyon de Gjipe, le long de la Riviera albanaise, est le point de rencontre de la mer Adriatique et de la mer Ionienne.

Le sud de l'Albanie est principalement montagneuse et est devenue célèbre pour son environnement méditerranéen, ses paysages variés, son littoral pittoresque et ses villages et villes le long de la côte. La présence de plusieurs chaînes de montagnes, telles que les monts Cérauniens et Pinde, a fini de façonner le paysage diversifié du sud du pays.
S'étendant au sud-ouest, la Riviera albanaise est bien connue pour ses plages et est une destination privilégiée des visiteurs locaux et étrangers. Outre ses plages, c'est également une destination pour la détente, le repos et la vie nocturne avec plusieurs festivals de musique comme le Kala Festival et de nombreuses discothèques renommées. Plusieurs villages et villes de la région sont connus à l'échelle nationale, tels que Dhërmi, Lukovë, Palasë, Qeparo et Borsh. Les plages de la baie de Grama sont réputées.

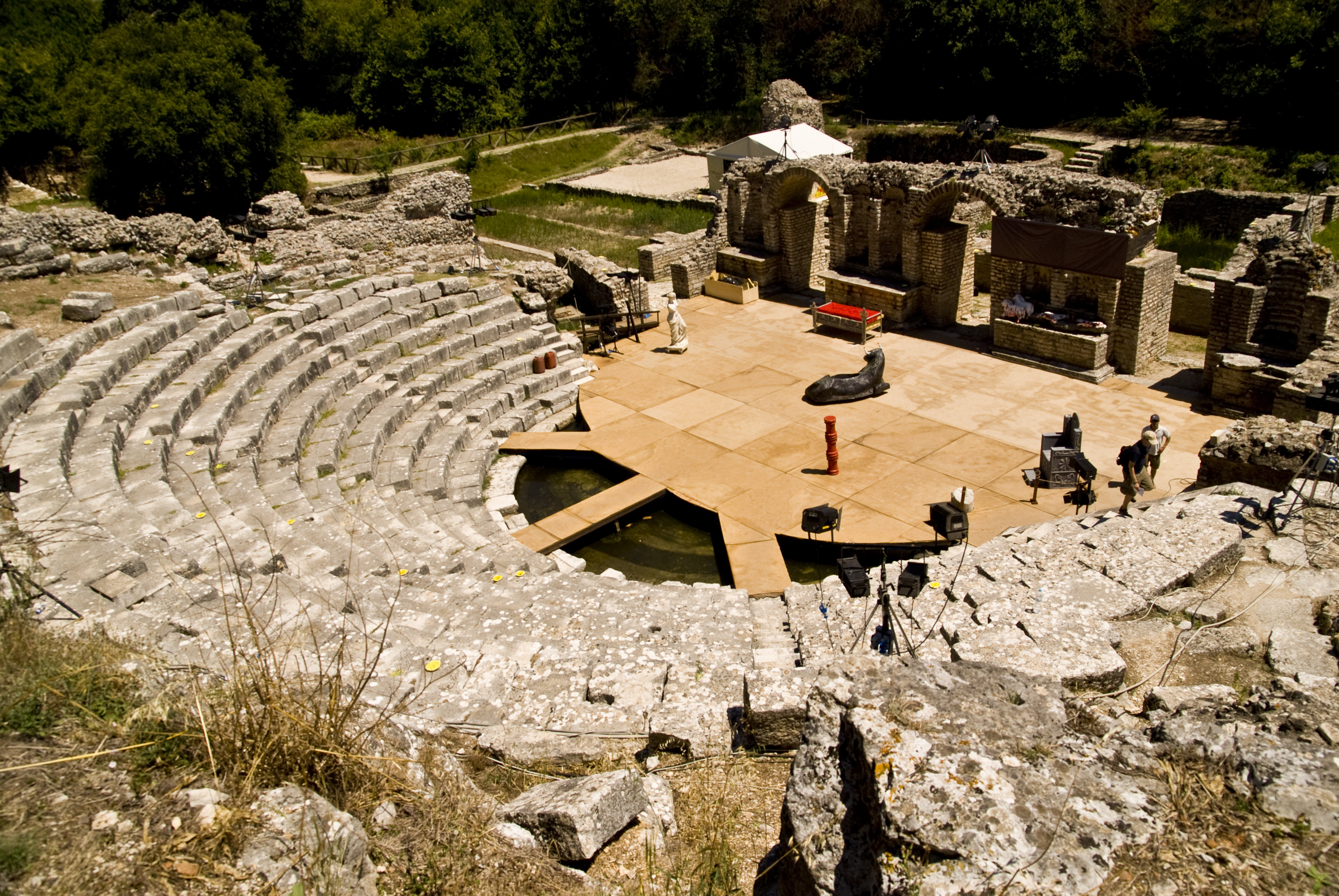
Le théâtre de Butrint avec son avant-scène

Butrint est à la fois un site du patrimoine mondial de l'UNESCO et un parc national,. La ville se trouve au sud de Saranda, le long de la côte sud de l'Albanie, au niveau de la mer Ionienne. Historiquement, elle est habitée depuis la Préhistoire mais a été fondée comme colonie grecque et romaine à l'âge du bronze. De nombreux monuments sont aujourd'hui bien conservés, tels que les anciens remparts de la ville, un baptistère, une grande basilique, un théâtre et des châteaux. Les vestiges sont tous situés dans une grande forêt naturelle avec des écosystèmes et une biodiversité complexes, qui dépendent du lac d'eau douce voisin de Butrint ainsi que de la proximité directe de la mer Méditerranée.

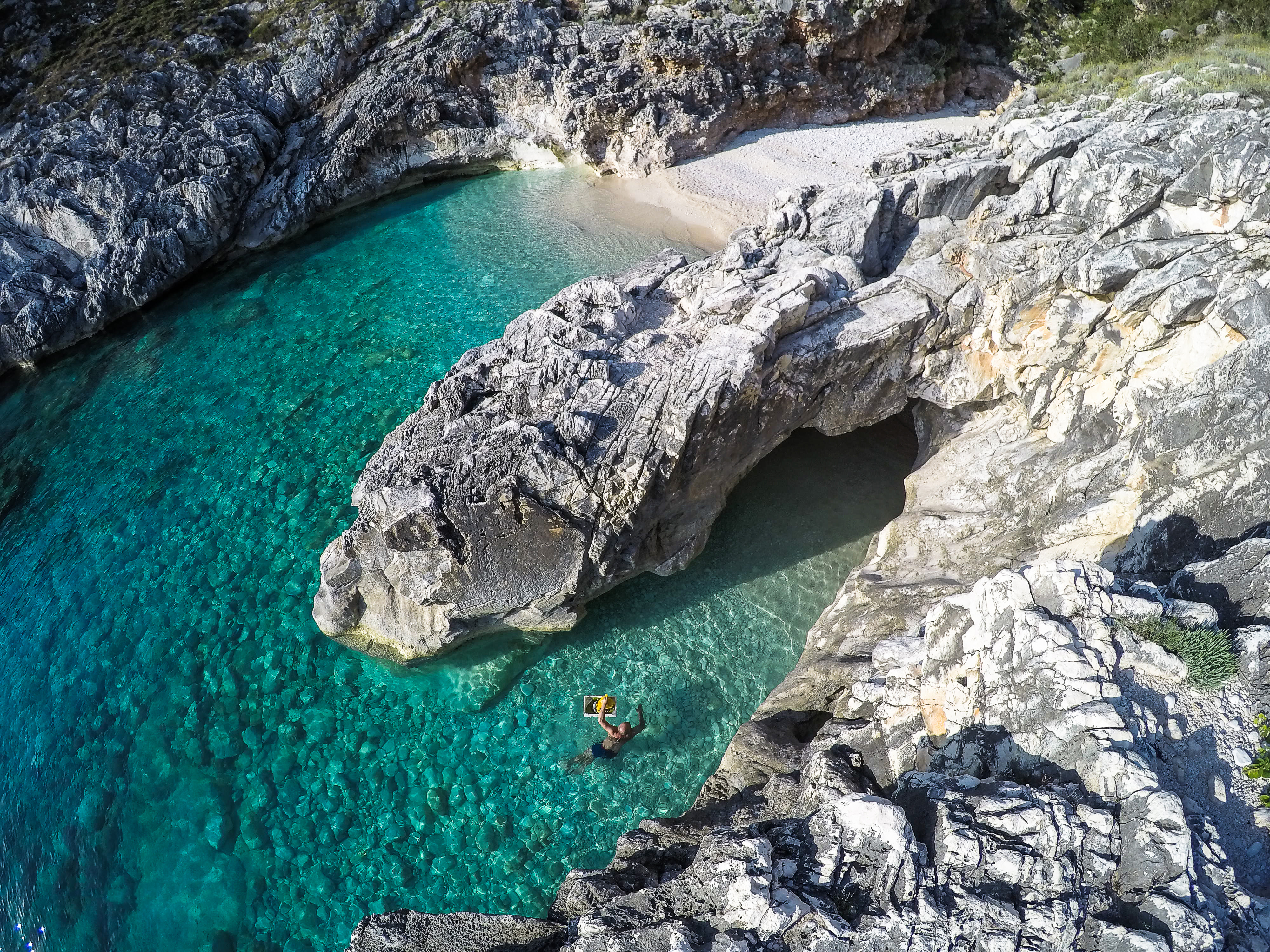
Gjiri Skalomës est l'une des nombreuses baies du parc marin de Karaburun-Sazan.

Le parc national marin de Karaburun-Sazan est composé de la péninsule de Karaburun et de l'île de Sazan, dans le sud de l'Albanie. Son relief est caractérisé par des montagnes, des grottes, des dépressions, des baies, des canyons et de grandes plages. On y trouve également des ruines de navires coulés, une riche faune et flore, des inscriptions anciennes, des plages reculées et des vues panoramiques sur la mer Adriatique et la mer Ionienne.
Le parc national de Llogara est connu pour sa biodiversité et son environnement naturel, relativement peu affecté par les impacts humains. L'air frais des hautes montagnes des monts Cérauniens et la proximité de la Riviera albanaise en fait une destination très attrayante pour les touristes. La région est également importante pour son développement de l'écotourisme, de la randonnée et du parapente.

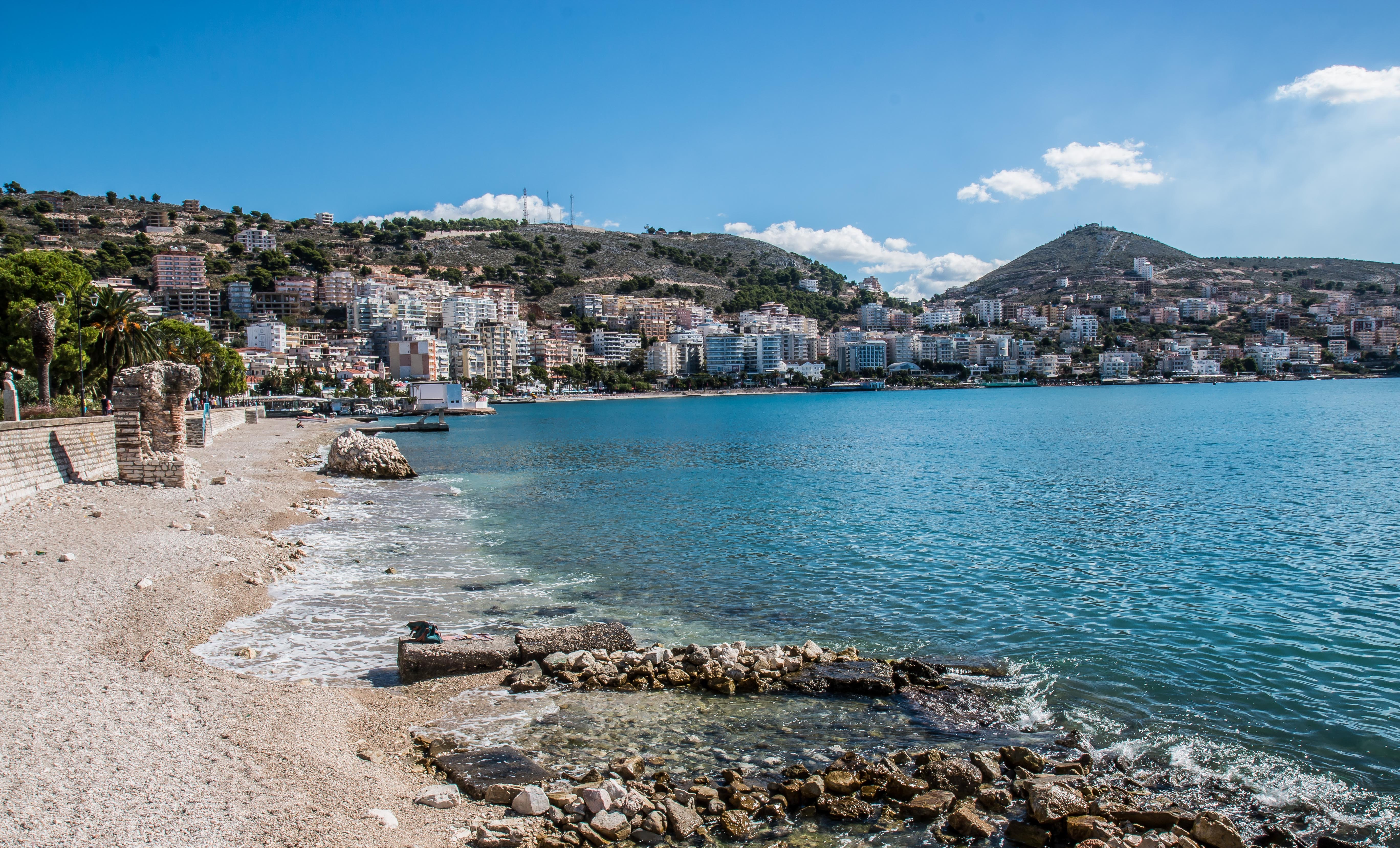
Les eaux de la ville de Saranda

Saranda est une ville côtière du sud de l'Albanie, sur la côte de la mer Ionienne, située dans une baie en forme de fer à cheval entre des montagnes et des collines. Le phénomène naturel de la source de l'Œil bleu et les trésors architecturaux tels que Phœnicè, les anciens remparts de la ville, les ruines d'une synagogue, un monastère et le château de Lëkurësi représentent les principales attractions de la ville.
Le parc national Bredhi Hotoves est le plus grand parc national du pays et se situe dans une région montagneuse isolée, entre la vallée de Vjosa à l'ouest et la vallée d'Osum au nord-est. Le profond et étroit canyon de Lengarica à Përmet, avec ses nombreuses grottes et sources thermales telles que Banjat e Bënjës, fait partie des zones les plus visitées du parc.

Vue panoramique sur Lin et le lac d'Ohrid

Pogradec et Lin se situent sur la rive ouest du lac d'Ohrid. Le lac est l'un des lacs les plus anciens du monde et préserve un écosystème aquatique unique d'importance mondiale. Divers monuments de différentes civilisations anciennes sont encore visibles dans cette région, tels que les tombes royales illyriennes de Selca e Poshtme, les églises byzantines de Lin et Sainte-Marina.
Le parc national de Tomorr englobe le mont Tomorr au sud, qui est anthropomorphisé dans le folklore albanais et associé à la figure légendaire de Baba Tomor. Dans le canyon d'Osum, à proximité du parc national, se trouvent un certain nombre de formations rocheuses, de grottes et de cascades qui constituent des attractions naturelles spectaculaires dans la région.

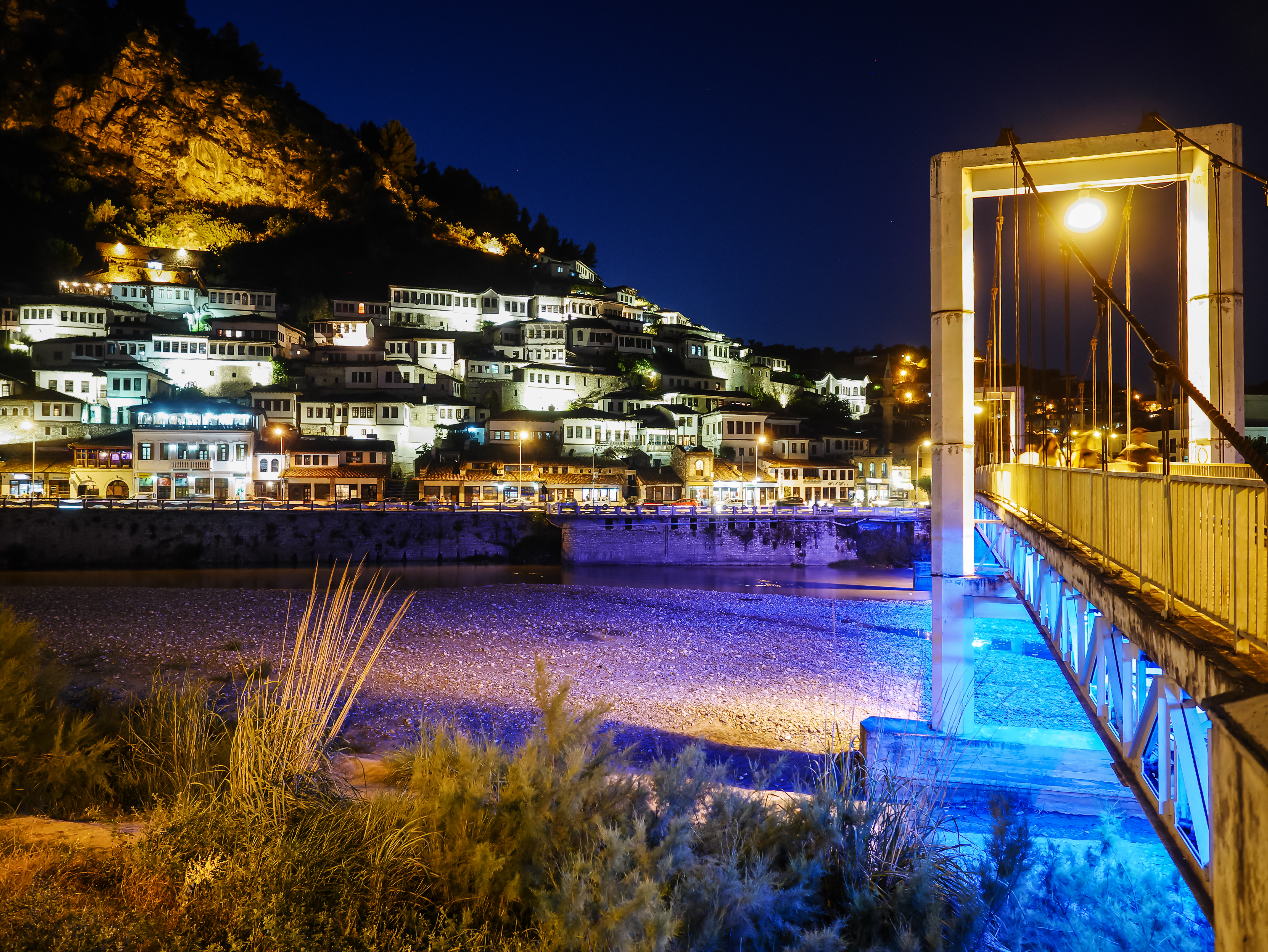
La ville aux mille fenêtres, Berat

Berat est l'une des plus anciennes villes toujours habitées au monde et est inscrite au patrimoine mondial de l'UNESCO. La ville est connue comme une ville-musée et comme la ville aux mille fenêtres. Aujourd'hui, la ville témoigne de la coexistence, au fil des siècles, de diverses communautés religieuses et culturelles. Le patrimoine des Illyriens, des Romains, des Grecs, des Byzantins et des Ottomans est toujours présent dans la ville. Parmi les attractions de la ville et des environs figurent Byllis, Apollonia, la mosquée des célibataires, le château et la citadelle de Berat, le pont de Gorica, la mosquée de plomb, la mosquée rouge, l'église Saint-Théodore, l'église Sainte-Marie des Blachernes, la cathédrale de la Dormition et le monastère d'Ardenica.

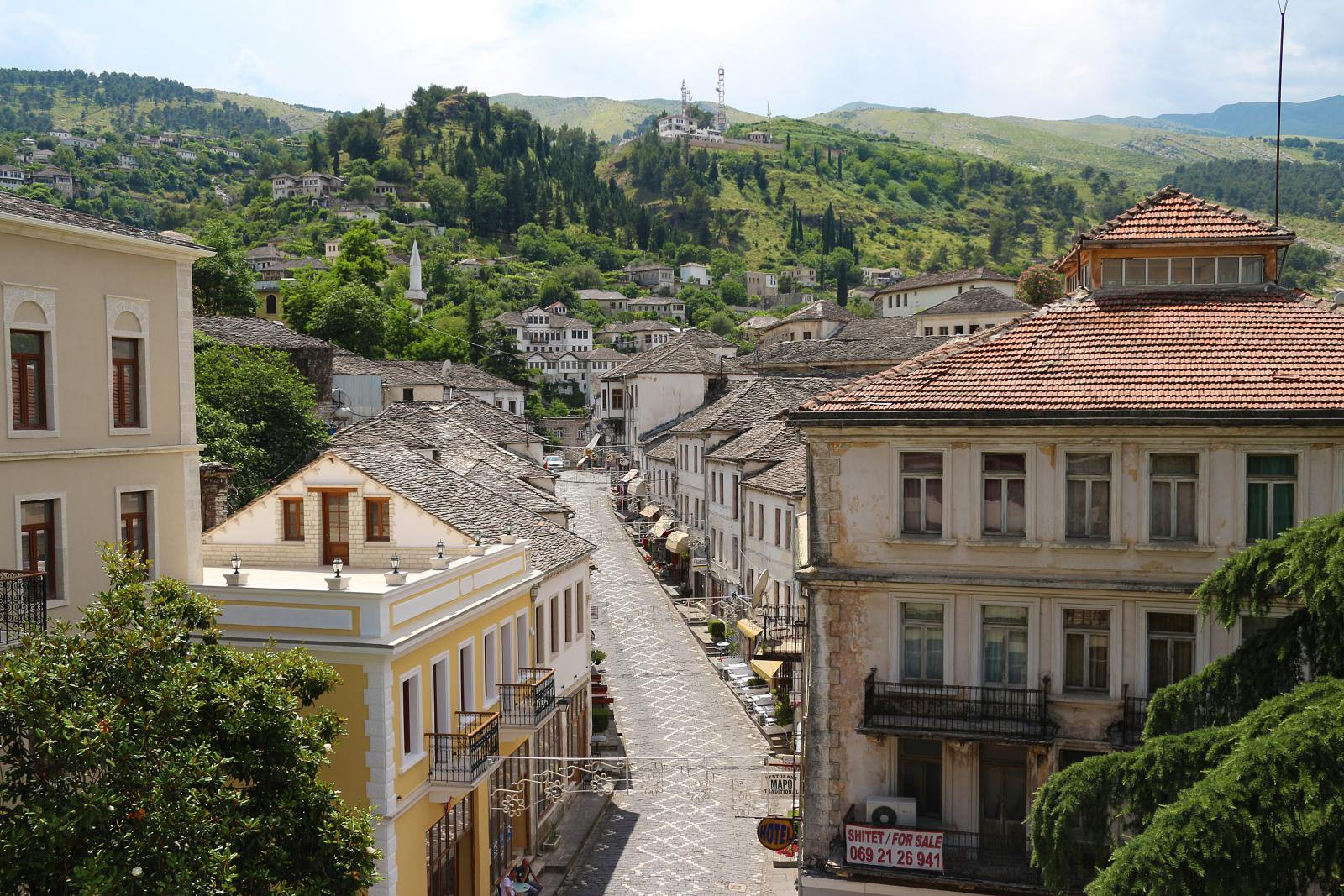
Gjirokastër est surnommée la ville de pierre.

Comme Berat, Gjirokastër est inscrite au patrimoine mondial de l'UNESCO. La ville est décrite comme un rare exemple de ville ottomane bien préservée, construite par des fermiers possédant de grands espaces. Les maisons typiques sont constituées de hautes structures en blocs de pierre pouvant atteindre jusqu'à cinq étages. Il y a des escaliers extérieurs et intérieurs qui entourent les maisons. On[Qui ?] pense que cette façon de faire s'inspire des maisons de campagne fortifiées typiques de la région.
Koritza est connue pour ses quartiers composés de maisons basses et de villas, ainsi que pour ses nombreux bâtiments architecturaux aux différents styles issus de l'historicisme, de l'Art nouveau et du néo-classicisme. Les éléments culturels albanais, grecs, italiens et français ont fusionné au sein de la ville pour créer une culture unique. C'est ici qu'est organisé le plus grand carnaval d'Albanie, qui a lieu avant la Pâques orthodoxe. Parmi les sites les plus importants de la ville figurent le tumulus illyrien de Kamenica.

Vue panoramique sur le parc national de Prespa et Maligrad

Moscopole a atteint son apogée au XVIIIe siècle et est aujourd'hui considérée comme un lieu saint par les chrétiens orthodoxes locaux. Les églises restantes de la région sont parmi les plus représentatives de l’art ecclésiastique du XVIIIe siècle dans les Balkans.
Le parc national de Prespa englobe à la fois le lac Prespa et le petit lac Prespa, dans le triangle frontalier de l'Albanie, de la Grèce et de la Macédoine. Sur l'île de Maligrad, au sein du grand Prespa, se trouvent l'Église Sainte-Marie de Maligrad, ainsi que plusieurs grottes propices à la faune et d'une falaise circulaire. Des centaines d’espèces animales et végétales différentes vivent dans le parc national.

## Attractions

### Châteaux et fortifications

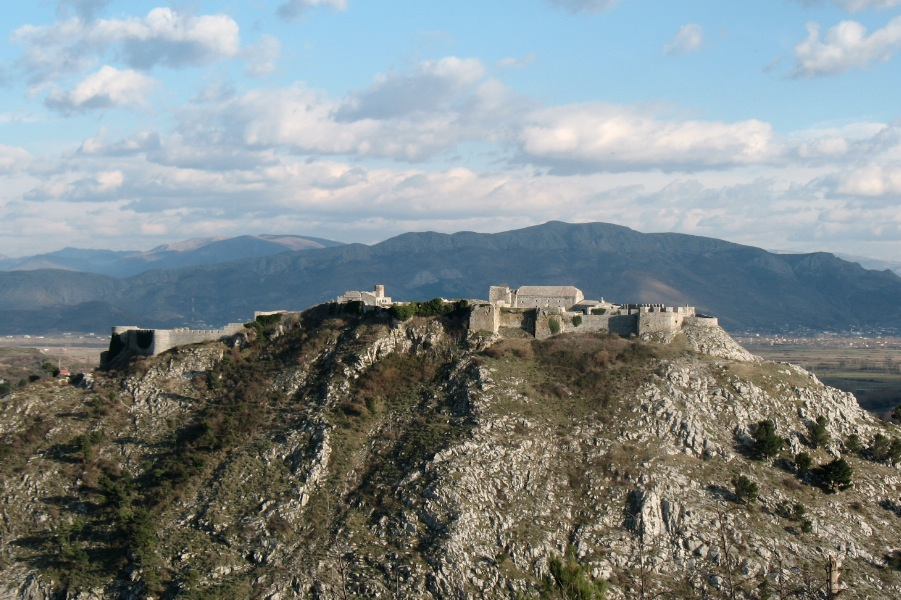
Le château de Rozafa vu de loin

Les paysages pittoresques de l'Albanie sont parsemés de châteaux, de fortifications et de citadelles. Les châteaux et fortifications du pays constituent des trésors et un héritage du passé historique de l'Albanie. De l'Antiquité jusqu'au Moyen Âge, ils étaient à l'origine construits en terre et en bois, puis en pierre. Ils se déclinent dans de nombreux styles architecturaux et stylistiques. La plupart des fortifications a été rénovée au fil du temps et à différentes époques, au gré des règles changeantes et des adaptations liées au développement des technologies de guerre.
Le château de Rozafa est un ancien château et l'un des sites les plus importants de Scutari. Le château est associé à une célèbre légende concernant une femme enterrée dans les fondations du château. Il s'étend sur une colline rocheuse et est entouré sur trois côtés par les rivières Buna, Kir et Drin. Au IVe siècle av. J.-C., Scutari était la capitale royale des tribus illyriennes des Ardiéens et des Labéates. À cette époque, le château était un place forte illyrienne, jusqu'à ce qu'il soit capturé par les Romains en 167 av. J.-C.. Son nom actuel, Rozafa, est apparu pour la première fois au début du Moyen Âge. Plus tard, lorsque les Ottomans conquirent les Balkans, le château fut transformé en mosquée.

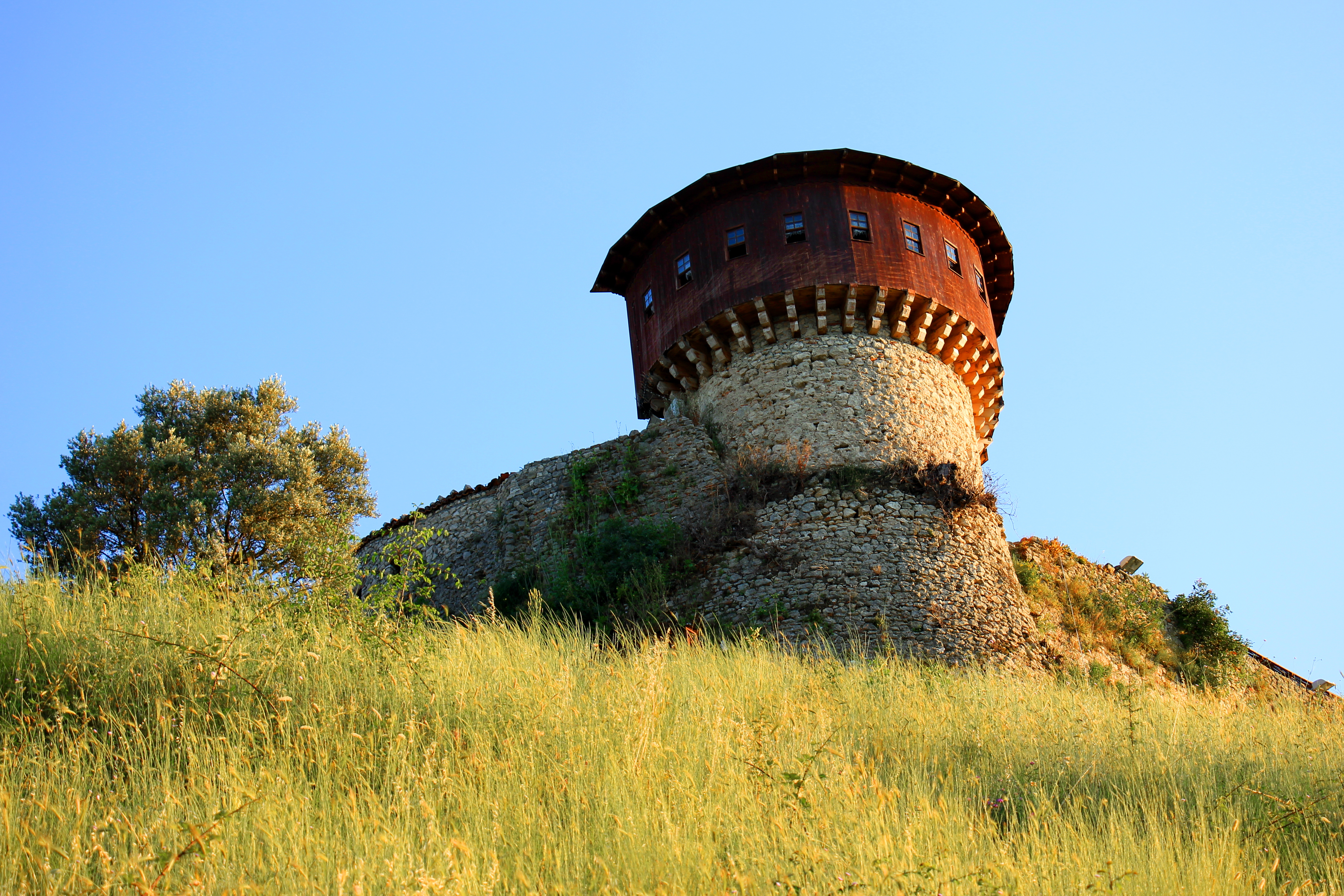
Le château de Petrelë offre une vue sur la vallée d'Erzen.

Le château de Petrelë est un château médiéval situé près de Tirana, au sommet d'une colline surplombant Petrelë et la vallée d'Erzen. Le château a une forme triangulaire avec deux tours d'observation. Les premières fortifications datent probablement du IIIe siècle. Au IXe siècle, le château fut agrandi et servit de base à Skanderbeg lors de sa révolte contre l'Empire ottoman.
Le château de Prezë est un petit fort dont la construction a commencé au XIVe siècle pour s'achever au début du XVe siècle. Il jouait un rôle stratégique important pour la région, surtout au Moyen Âge, car il contrôlait la route menant de Durrës à Krujë et servait de point d'échange de nouvelles entre les châteaux de Petrelë et de Krujë.
Le château d'Ali Pacha a été construit sur une petite île le long de l'embouchure du canal Vivari, dans le parc national de Butrint. Il porte le nom du dirigeant albanais Ali Pacha de Janina, qui régnait sur le pachalik de Janina et tentait même de rivaliser sur les mers avec le dey d'Alger. Le château est une petite structure rectangulaire avec des murs en mauvais état. Le long des coins se trouvent deux tours rondes abîmées avec des canons du côté de la mer et deux tours carrées, également abîmées, de taille irrégulière équipées de meurtrières ou de fenêtres.
Le château de Rodoni s'étend dans le cap de Rodon, à proximité immédiate de la mer Adriatique. Le nom est dérivé du dieu illyrien de Rodon. À la suite du premier siège de Krujë, la ligue de Lezhë décida de renforcer les fortifications pour résister contre l'Empire ottoman. Skanderbeg choisit le cap de Rodon comme emplacement du château et la construction commença en 1450.

## Routes

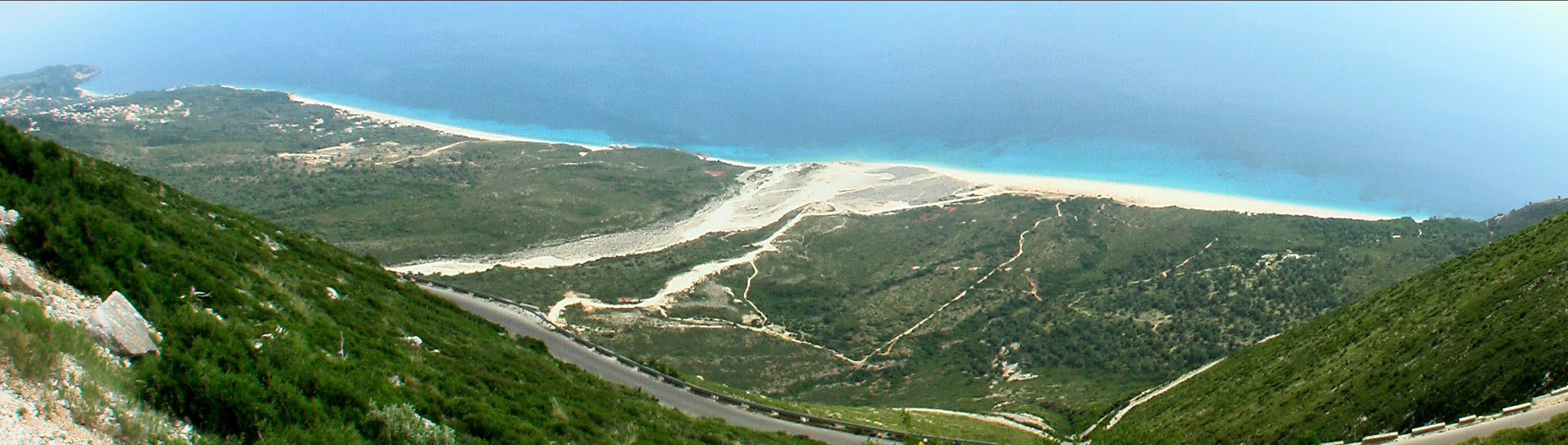
Route nationale 8 (SH8) qui longe le parc national de Llogara

En raison de son relief, l'Albanie présente de multiples routes panoramiques au sein de la région montagneuse du nord du pays, ainsi que de la région côtière le long des plaines occidentales et de la côte sud bordant aussi bien la mer Adriatique que la mer Ionienne. Les routes le long des plages sont pour la plupart neuves et en bon état.
L'une des routes les plus connues est la route nationale 8 (SH8) de Vlora à Saranda dans le sud-ouest de l'Albanie, le long de la Riviera albanaise, partant de la ville portuaire de Vlora, passant dans le col de Llogara, dans le parc national de Llogara, et longeant également les monts Cérauniens. Vers le col de Llogara, la vue devient très spectaculaire et constitue l'une des routes les plus pittoresques de la péninsule balkanique.
L'autoroute A1 de Rrëshen à Kalimash relie l'Albanie au Kosovo. Elle offre une vue sur les montagnes albanaises du nord, le long de la vallée de la rivière Fan. Les autres routes sont la SH78 de Jergucat à Delvinë, le long du col de Muzina qui surplombe la plaine de Dropulli, et la SH75 de Koritza à Ersekë et Përmet. La Via Egnatia était un carrefour d'importantes routes reliant l'Adriatique à Byzance ; elle se trouve aujourd'hui le long de la route moderne nationale 3 (SH3).